# سیریل ژونشانم
سیریل ژونشانم (انگلیسی: Cyril Jeunechamp؛ زادهٔ ۱۸ دسامبر ۱۹۷۵) بازیکن فوتبال اهل فرانسه است.
از باشگاه‌هایی که در آن بازی کرده‌است می‌توان به باشگاه فوتبال اوسر، باشگاه فوتبال باستیا، باشگاه فوتبال نیم المپیک، باشگاه فوتبال رن، باشگاه ورزشی مون‌پلیه، و باشگاه فوتبال نیس اشاره کرد.